# Altica canadensis
Altica canadensis är en skalbaggsart som beskrevs av Gentner 1926. Altica canadensis ingår i släktet Altica och familjen bladbaggar. Inga underarter finns listade i Catalogue of Life.